# 奉直戦争
奉直戦争（ほうちょくせんそう、直奉战争、拼音: Zhífèng Zhànzhēng）は、護法運動後の軍閥支配時代における中華民国での戦争。直隷派の呉佩孚と奉天派の張作霖の間で1922年（第一次）と1924年（第二次）の二回、戦争が行われた。1922年は直隷派が勝利したが、1924年は奉天派が勝利し、張作霖が政権を掌握した。

## 第一次奉直戦争
第一次奉直戦争（1922年4月28日～5月5日）の原因は、安直戦争の勝利の成果に対する分配の不均等と親日親奉的な梁士詒内閣の不満に起因するものであった。直隷派の曹錕、呉佩孚に対抗するため、張作霖、段祺瑞、孫文は同盟した。張作霖は自身を総司令に、孫烈臣を副総指令に、楊宇霆を参謀長に任命し、奉天派の軍隊は山海関に入った。4月29日、第一次奉直戦争が勃発した。直隷派の呉佩孚総司令は7個師団、5個旅団約10万人を指揮し、涿州に駐屯し、馮玉祥率いる第11師団は瑠璃河、良郷に軍を進め、4月28日は馬厰（左翼）、長辛店（右翼）、覇県（主翼）に軍隊を展開した（固安の戦い、永清の戦い、長辛店の戦い）。激戦の中、両軍の勝敗はつかなかったが、呉佩孚は迂回して奉天派軍の後方に奇襲をかけた。奉天派軍は前後から敵の攻撃を受け、全軍崩壊した。5月4日、直隷派は長辛店、永清、静海を占領した。そこで孫文は北伐をやめ、広州に引き返した。直隷派が最終的に勝利し、張作霖は山海関の外に退却し、秦皇島で直隷派海軍の攻撃を受けた。6月、張作霖は東北保安総司令を自任し、「自治」を宣言、海軍と空軍の育成ならびに軍隊の訓練に励んだ。外国の宣教師の調停により秦皇島にあった英国艦上で、双方は停戦した。呉佩孚は徐世昌に引退を迫り、曹錕は1923年10月賄賂を使い、総統に当選した。

## 第二次奉直戦争
第一次奉直戦争が終わると、直隷派が政権を取得し、合わせて中国の武力統一を図った。1924年9月直隷派江蘇系の斉燮元と安徽派浙江系の盧永祥が衝突した（江浙戦争）。1924年9月15日、張作霖は江浙戦争に呼応し15万の大軍を結集し、二方面から直隷派の地盤である山海関、赤峰、承徳へ進攻した。呉佩孚は「討逆軍総司令」に任命され、二十万の軍隊で応戦した。彭寿莘を第一軍総司令に、王懐慶を第二軍総司令に任命した。奉天軍は無人の地を行くように軍を進め、10月9日赤峰を占領した。両軍の山海関争奪は激烈を極めた。呉佩孚は11日山海関で自ら督戦した。馮玉祥と呉佩孚の関係は悪かったので、開戦後、王懐慶は敗れた。馮玉祥は古北口に兵を止め、進軍しなかった。馮玉祥と張作霖、段祺瑞は密約を結んでいたのであった。10月23日馮玉祥と孫岳は「北京政変」を起こし、寝返り、北京に軍を進め曹錕を監禁し、旧・清朝皇室（愛新覚羅溥儀）を追い出し、「国民軍」を宣言した。また、孫文の北上を求め、孫文を主持政事に、段祺瑞を主持軍事にしようとした。

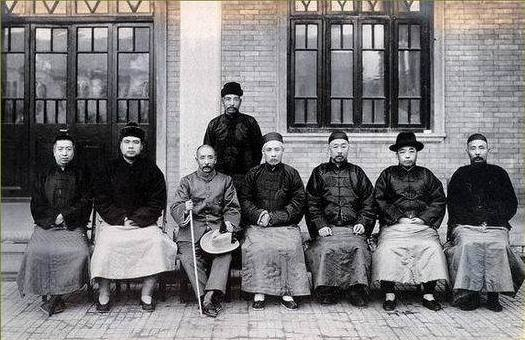
第二次奉直戦争後の事後処理を行うために行われた天津会議（1924年）
左から梁鴻志、馮玉祥、張作霖、段祺瑞、盧永祥、楊宇霆、張樹元

前線で督戦した呉佩孚は情報を耳にして驚き、軍隊の一部を率い北京へ戻った。あわせて、浙江、江蘇の直系の軍隊に北上を急がせた。奉天派軍は冷口より万里の長城を突破し、直隷軍の退路を断った。呉佩孚率いる軍隊は張作霖の軍に負け、山西省の閻錫山は京漢鉄道に兵を進め、石家荘を占領した。安徽派の将軍、鄭士琦は津浦鉄道に兵を進め、徳州を占領し、南方からの援軍の北上を阻止した。呉佩孚は張作霖、馮玉祥双方から挟撃され、華北にいる主力部隊は覆滅した。段祺瑞は呉佩孚に一通の手紙を送り、速やかに塘沽から去ることを求めた。11月3日午前11時、呉佩孚の残存部隊2千人は塘沽から船で南方に逃亡し、長江流域に到着し一地方の雄に甘んじることになった。一方、張作霖・馮玉祥などは曹家花園で天津会議を開き、中華民国執政府と国会に取って代わる善後会議の成立を決定、併せて段祺瑞を総統と総理の職を統べた「中華民国臨時執政」に推薦した。孫文は北京に入ったが1925年3月12日に病没し、政権は奉天派の張作霖の手中に落ちた。
第二次奉直戦争の規模は第一次奉直戦争のそれよりも大きく、黄渡劉河の戦い、宜興の戦い、慶元の戦い、江山の戦い、松枝の戦い、楊村の戦いなど多くの戦役があった。奉天派の勝因は多数の訓練された正規の外国籍の兵隊によるものであった。

## その後
政権を掌握した張作霖政権も磐石なものではなかった。孫文没後の1926年3月20日、蔣介石は中山艦事件によって中国国民党の実権を掌握。1926年7月1日に北伐宣言を発表。1927年4月12日、上海クーデターで中国共産党と敵対関係になった。1927年4月17日、寧漢分裂。1927年10月、寧漢戦争。1928年6月4日、張作霖は北京より脱出したが、最終的には満州某重大事件により命を落とすことになった。7月1日、張作霖の息子、張学良は蔣介石に降伏(易幟)。蔣介石が中華民国(南京政府)の主席となった。1929年3月、蔣桂戦争。1930年、中原大戦。蔣介石はその後も共産党への攻勢を弱める事は無く、一方、1934年からの長征の過程で共産党側は毛沢東の指導権を確立した。1936年12月12日、張学良が西安事件で蔣介石に国共内戦の停止と抗日を説得。1937年の第二次国共合作以後、日本との対決色を深めることになった。